# Enrico Luzi
Enrico Luzi (auch Enrico Luzzi; * 27. September 1919 in Triest; † 18. Oktober 2011 in Rom) war ein italienischer Schauspieler und Synchronsprecher.

## Leben
Luzi war ein Spezialist für Charakterrollen in Film und Fernsehen, auf der Theaterbühne und in musikalischen Revuen. Bereits zu Beginn der 1940er Jahre, nach Abschluss des Studiums am Centro Sperimentale di Cinematografia, startete er seine Filmkarriere; in den 1950er Jahren wurde er einem breiten Publikum durch seine Mitwirkung beim Radioprogramm „Rosso e nero“ bekannt. Im Fernsehen trat er u. a. mit der Gesangsgruppe „Quartetto Cetra“ auf. Für zahlreiche Fernsehserien und Zeichentrickfilme war er als Synchronsprecher aktiv.
Einige Male wurde er als Enrico Luzzi geführt.

## Filmografie (Auswahl)
- 1941: L'ultimo ballo
- 1952: Männer ohne Tränen (La voce del silenzio)
- 1954: Cose da pazzi
- 1962: Robin Hood – Der Löwe von Sherwood (Il trionfo di Robin Hood)
- 1966: Laß die Finger von der Puppe (Per un pugno di canzoni)
- 1980: Der Kuckuck (Il lupo e l'agnello)